# Colposacropexia

Esquema de la región pélvica femenina en el que puede visualizarse la vagina (azul), recto (amarillo), vejiga urinaria (rojo), hueso sacro (marrón) y otras estructuras anatómicas

En cirugía y ginecología, se conoce con el nombre de colposacropexia a una técnica de cirugía que se emplea en el tratamiento del prolapso urogenital en la mujer. Puede realizarse mediante cirugía abierta o laparoscopia, también se utiliza con la ayuda de cirugía robótica. El objetivo de la intervención es restablecer la anatomía normal de la región y solucionar el prolapso, preservando la función urinaria, sexual y capacidad reproductora del paciente. El nombre de esta técnica quirúrgica procede del término pexia (fijación quirúrgica mediante sutura), sacro en referencia al hueso sacro y colpo (prefijo que designa relación con vagina), la técnica consiste básicamente en la fijación al hueso sacro de la vagina, el periné y el recto mediante la utilización de una malla quirúrgica y sutura.